# Nossa Senhora da Assunção
Nossa Senhora da Assunção é a Virgem Maria em alusão a sua assunção aos céus,  também é conhecida como Nossa Senhora da Glória, Nossa Senhora da Guia ou Nossa Senhora da Boa Morte.

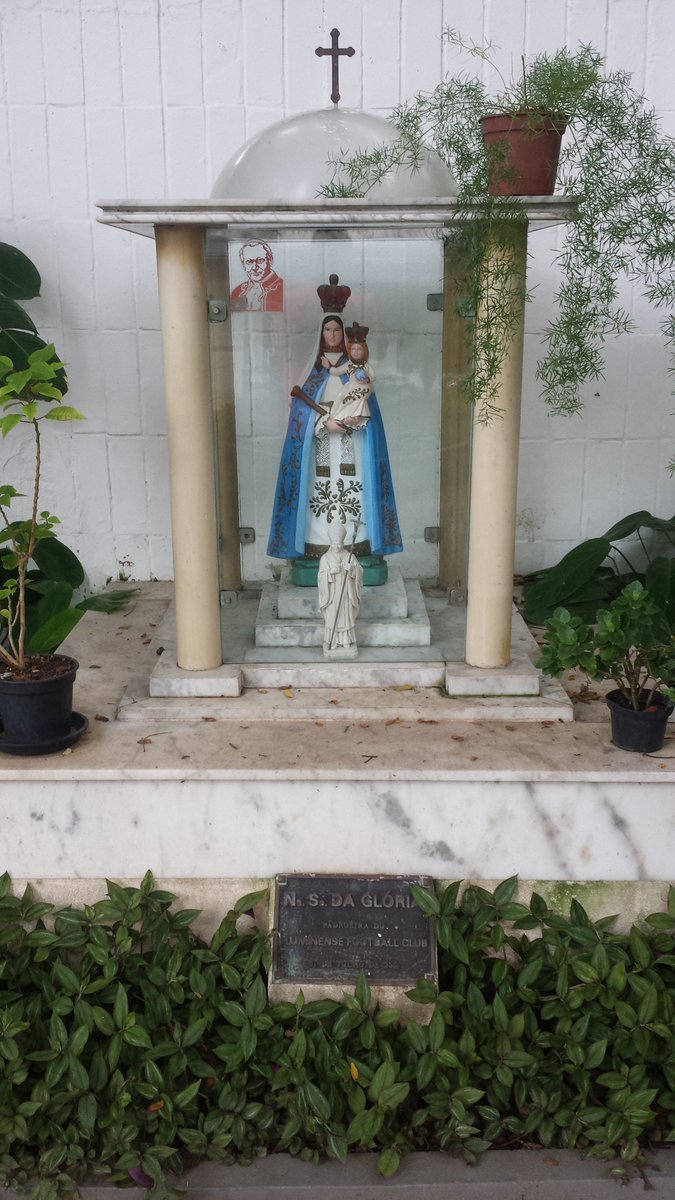
Imagem de Nª. Sra. da Glória no Fluminense.

A festa da Assunção é comemorada dia 15 de agosto. É uma comemoração originária de Portugal, mais propriamente de Trás os Montes, sendo feriado nacional. 
É padroeira das cidades de Anços (Montelavar), no Concelho de Sintra, na Área Metropolitana de Lisboa, Fortaleza e Viçosa do Ceará, no estado do Ceará, de Jales e Jundiaí, no estado de São Paulo, de Caçapava do Sul, no estado do Rio Grande do Sul, de Cabo Frio e Valença, no estado do Rio de Janeiro, de Campo Belo, Cabo Verde, Bom Despacho, Belo Horizonte e Itaúna, em Minas Gerais, de Acari, no Rio Grande do Norte, de Maringá, no estado do Paraná, em Cruzeiro do Sul no estado do Acre e em Oeiras do Pará, no estado do Pará.  

## Devoção nas religiões afro-brasileiras
É sincretizada nas religiões afro-brasileiras do Rio de Janeiro com a orixá Iemanjá.